# Clap Your Hands Say Yeah
Clap Your Hands Say Yeah – amerykański zespół indierockowy z Brooklynu i Filadelfii założony w 2005 roku.
Członkowie grupy poznali się w Connecticut College, następnie dawali cotygodniowe koncerty w manhattańskim klubie Pianos. Szersze zainteresowanie zyskali przede wszystkim dzięki umieszczanym na internetowych blogach i w serwisach muzycznych pozytywnym opiniom na temat ich debiutanckiego albumu Clap Your Hands Say Yeah z 2005 roku.

## Skład
- Alec Ounsworth (gitara, wokal)
- Robbie Guertin (gitara, instrumenty klawiszowe, chórki)
- Lee Sargent (gitara, instrumenty klawiszowe, chórki)
- Tyler Sargent (gitara basowa, chórki)
- Sean Greenhalgh (perkusja)

## Dyskografia
Albumy
- Clap Your Hands Say Yeah (2005) #26 UK
- Some Loud Thunder (2007)
- Hysterical (2011)

Single
- Over and Over Again (Lost and Found) – 2005
- Is This Love? – 2005 #74 UK
- In This Home on Ice – 2006 #68 UK
- The Skin of My Yellow Country Teeth – 2006, UK limitowany winyl – 1500 kopii